# Adrian
«Adrian» — студійний альбом-збірка італійського співака та кіноактора Адріано Челентано на двох дисках, випущений 25 січня 2019 року лейблами Clan/Universal Music Italia. 

## Про альбом
Альбом вийшов у форматах: 2 CD, 3 LP, або цифрове завантаження. Перший диск альбому містить деякі з найвідоміших хітів Челентано з новим аранжуванням, другий диск містить інструментальні композиції до авторського мультсеріалу співака «Адріан» (2019), написані Ніколою Пйовані. Буклет альбому створений за дизайном Міло Манари, обкладинка альбому містить кадр з мультфільму.
Події мультсеріалу «Адріан» розгортаються 2068 року, а головним героєм є зовні подібний на Адріано Челентано годинникар Адріан з «вулиці Глюка» (вулиця на якій народився Челентано). Серіал містить автобіографічні елементи життя Челентано, він є своєрідним політичним маніфестом сучасної реальності. На тлі історії кохання Адріана та його дівчини Джильди (анімаційний аналог Клаудії Морі, дружина Челентано), перед глядачем постає похмура нівелююча антиутопія. У сюжеті піднімаються такі питання, як насильство по відношенню до жінок, імміграція, боротьба з забрудненням навколишнього середовища, нерівність і соціальна несправедливість.

## Список композицій
CD 1
| #   | Назва                                              | Автор слів                                          | Автор музики                                                      | Тривалість |
| --- | -------------------------------------------------- | --------------------------------------------------- | ----------------------------------------------------------------- | ---------- |
| 1.  | «I want to know (ремікс Бенні Бенассі)»            | Адріано Челентано, Лучано Беретта                   | Джино Сантерколе                                                  | 3:48       |
| 2.  | «Prisencolinensinainciusol (ремікс Бенні Бенассі)» | Адріано Челентано                                   | Адріано Челентано                                                 | 4:09       |
| 3.  | «Ti penso e cambia il mondo»                       | Пачіфіко                                            | Маттео Саджезе, Стів Ліпсон                                       | 4:22       |
| 4.  | «Storia d'amore»                                   | Адріано Челентано, Лучано Беретта, Мікі Дель Прете  | Адріано Челентано, Лучано Беретта, Мікі Дель Прете, Нандо Де Лука | 4:55       |
| 5.  | «Svalutation»                                      | Адріано Челентано, Лучано Беретта, Віто Паллавічіні | Джино Сантерколе                                                  | 3:11       |
| 6.  | «I passi che facciamo»                             | Пачіфіко, Філіппе Леон                              | Адріано Челентано, Фіо Дзанотті, Джанні Белла                     | 5:33       |
| 7.  | «Per sempre»                                       | Джанні Белла, Стефано П'єроні                       | Адріано Челентано, Фіо Дзанотті, Джанні Белла                     | 5:12       |
| 8.  | «Uomo macchina»                                    | Джино Сантерколе                                    | Джино Сантерколе                                                  | 3:46       |
| 9.  | «Mondo in Mi 7a»                                   | Адріано Челентано, Мікі Дель Прете, Могол           | Адріано Челентано, Мікі Дель Прете                                | 6:12       |
| 10. | «Un albero di trenta piani»                        | Адріано Челентано                                   | Адріано Челентано                                                 | 4:01       |
| 11. | «Le stesse cose»                                   | Карло Мадзоні                                       | Фіо Дзанотті                                                      | 5:43       |
| 12. | «Ti lascio vivere»                                 | Фабріціо Берлінчіоні, Мауро Спіна                   | Фабріціо Берлінчіоні, Мауро Спіна, Фіо Дзанотті                   | 4:33       |
| 13. | «La mezza luna»                                    | Ларічі, Фред Ігнор                                  | Гейно Газе                                                        | 3:30       |
| 14. | «Facciamo finta che sia vero»                      | Франко Баттіато, Манліо Згаламбро                   | Нікола Піовані                                                    | 3:24       |
| 15. | «Prisencolinensinainciusol»                        | Адріано Челентано                                   | Адріано Челентано                                                 | 3:52       |
| 16. | «I want to know (Pt. 1)»                           | Адріано Челентано, Лучано Беретта                   | Джино Сантерколе                                                  | 2:49       |
| 17. | «I want to know (Pt. 2)»                           | Адріано Челентано, Лучано Беретта                   | Джино Сантерколе                                                  | 5:23       |

CD 2 (саундтрек до мультсеріалу «Адріан»)
| #     | Назва              | Автор музики   | Тривалість |
| ----- | ------------------ | -------------- | ---------- |
| 1.    | «Adrian»           | Нікола Піовані | 3:25       |
| 2.    | «Darian»           | Нікола Піовані | 2:55       |
| 3.    | «Gilda»            | Нікола Піовані | 3:21       |
| 4.    | «La volpe»         | Нікола Піовані | 3:25       |
| 5.    | «In commedia»      | Нікола Піовані | 4:45       |
| 6.    | «Il dissanguatore» | Нікола Піовані | 4:57       |
| 98:00 |                    |                |            |

## Видання
| Назва                            | Лейбл                                         | Номер                  | Країна | Рік  |
| -------------------------------- | --------------------------------------------- | ---------------------- | ------ | ---- |
| Adrian (2xCD)                    | Universal Music Group, Clan Celentano         | 0602577424557, CLN2126 | Італія | 2019 |
| Adrian (2xCD, Album, Unofficial) | Universal Music Group (2), Clan Celentano (2) | 0602577424557          | Росія  | 2019 |
| Adrian (3xLP, Album, Ltd, Num)   | Clan Celentano                                | CLN2127                | Італія | 2019 |